# St. Thomas (Ontario)
St. Thomas è una città del Canada situata nella regione meridionale della provincia dell'Ontario.
Al censimento del 2006 possedeva una popolazione di 36 110 abitanti. La città è capoluogo della contea di Elgin.